# Trattato sul funzionamento dell'Unione europea
Il trattato sul funzionamento dell'Unione europea (in acronimo TFUE) è uno dei trattati fondamentali dell'Unione europea (UE). Assieme al trattato sull'Unione europea (TUE) costituisce la base fondamentale del diritto primario nel sistema politico dell'UE; secondo l'articolo 1 del TFUE, i due trattati hanno pari valore giuridico e vengono definiti nel loro insieme come "i trattati". Saltuariamente vengono pertanto anche indicati come "diritto costituzionale europeo", tuttavia formalmente sono trattati internazionali tra gli Stati membri dell'UE. È stato modificato da ultimo  dall'articolo 2 del trattato di Lisbona del 13 dicembre 2007.

## Descrizione
Il TFUE risale al trattato sulla fondazione della Comunità economica europea, stipulato a Roma nel 1957; questo trattato e il trattato Euratom sono conosciuti come i Trattati di Roma. Il trattato della CEE è stato da allora più volte modificato, in particolar modo con il trattato di Fusione del 1965, con l'Atto Unico Europeo del 1986, col trattato di Maastricht del 1992, col trattato di Amsterdam del 1997, col trattato di Nizza del 2001 e col trattato di Lisbona del 2007. Col trattato di Maastricht il trattato della CEE fu chiamato "Trattato per la Fondazione dell'Unione europea"; ha ottenuto il suo nome attuale con l'entrata in vigore del trattato di Lisbona il 1º dicembre 2009. Il cambiamento del nome è giustificato dal fatto che col trattato di Lisbona è stata sancita la fine della Comunità europea e tutte le sue funzioni sono state assunte dall'UE.
Mentre quindi in passato il trattato dell'Unione Europea e il trattato della Comunità Europea si riferivano a due istituzioni diverse, sebbene collegate sul piano istituzionale, l'odierno TFUE svolge una funzione di completamento e, come è scritto nel trattato stesso (art. 1, comma 1) una concretizzazione dei principi espressi nel TUE. Il TUE contiene infatti soprattutto i principi istituzionali. Il TFUE, invece, è composto da ben 358 articoli; in particolare spiega in modo più dettagliato il funzionamento degli organi dell'UE e stabilisce in modo molto puntuale in quali ambiti l'UE è attiva e con quali competenze. Il tentativo di fusione del TUE con il TFUE, che in un primo momento era stato pianificato in modo da dare all'UE una costituzione, fallì nel 2005 con gli esiti negativi dei referendum in Francia e nei Paesi Bassi.
Il TFUE è redatto nelle 23 lingue ufficiali dell'Unione Europea ed è in ogni sua versione linguistica giuridicamente vincolante.

### Struttura
Il TFUE è costituito da un preambolo e da 358 articoli, raccolti in sette parti; questi possono essere composti a loro volta da diversi titoli, capitoli e paragrafi. Le parti sono denominate nel seguente modo:
- parte I: principi;
- parte II: non discriminazione e cittadinanza dell'Unione;
- parte III: politiche e azioni interne dell'Unione;
- parte IV: associazione dei Paesi e territori d'oltremare;
- parte V: azione esterna dell'Unione;
- parte VI: disposizioni istituzionali e finanziarie;
- parte VII: disposizioni generali e finali.

## Contenuti

### Preambolo
Il preambolo del TFUE risale essenzialmente al trattato della CEE; pertanto contiene soprattutto deliberazioni politiche in materia economica, come il "progresso economico e sociale" o il "miglioramento delle condizioni di vita e di occupazione". È nota la formulazione dell'obiettivo citato nella prima parte del trattato, "le fondamenta di un'unione sempre più stretta tra i popoli europei", che è stata ripresa in forma simile anche nel TUE. Non risponde alla domanda sulla finalità dell'UE, ma chiarisce il fine di un ulteriore processo d'integrazione europea.

### Principi
L'art. 1 del TFUE spiega la funzione del trattato, ossia quella di regolare il funzionamento dell'Unione europea e di determinare " i settori, la delimitazione e le modalità d'esercizio delle sue competenze". In seguito vengono spiegate le diverse forme di competenze che l'UE può avere in base al settore politico (art. 2): queste sono suddivise in competenze esclusive e competenze condivise. Mentre nei settori politici con competenza esclusiva solo l'UE può intervenire, nei settori politici con competenza condivisa possono emanare leggi anche i singoli Stati, purché tali leggi non siano in contraddizione con nessun regolamento europeo. Inoltre vengono elencate altre forme nelle quali l'UE può intervenire: nella politica economica e di occupazione assume funzioni di coordinamento, nella politica estera elabora e realizza politiche comuni degli Stati membri. Anche in altri determinati settori prende misure di sostegno, di coordinamento o di completamento; tuttavia in tali settori non può limitare la possibilità degli Stati membri di emanare leggi proprie.
Gli articoli 3, 4 e 6 elencano rispettivamente i settori politici nei quali l'UE possiede competenza esclusiva, condivisa o di coordinamento, l'art. 5 si occupa del coordinamento della politica economica. Questo "catalogo delle competenze" è stato introdotto solo con il trattato di Lisbona per andare incontro alla domanda di più trasparenza sulle competenze dell'UE. Ciononostante talvolta il catalogo non è specifico; in più casi accade che gli esatti limiti di competenza relativi a un settore politico vengano regolati in articoli successivi del trattato.
Nel resto della prima parte si fa menzione di diversi compiti trasversali che l'UE deve tenere in considerazione in tutte le sue attività. Tra questi ci sono il principio di coerenza (art. 7 TFUE), la parità tra uomini e donne (art. 8 TFUE), l'alto livello di occupazione, la lotta contro l'esclusione sociale, il livello alto d'istruzione e di tutela della salute umana (art. 9 TFUE), la lotta contro le discriminazioni fondate sul sesso, la razza o l'origine etnica, la religione o le convinzioni personali, la disabilità, l'età o l'orientamento sessuale (art. 10 TFUE), la tutela dell'ambiente (art. 11 TFUE), il rispetto degli animali in quanto esseri senzienti (art. 13 TFUE).

### Tutela della concorrenza
L’obiettivo dell’articolo 101 del trattato è garantire che le imprese non utilizzino gli accordi, siano essi orizzontali o verticali, per impedire, restringere o falsare il gioco della concorrenza sul mercato a scapito dei consumatori. L’articolo 101 del trattato persegue anche l’obiettivo più ampio della realizzazione di un mercato interno integrato, che promuova la concorrenza nell’Unione. Le imprese non possono utilizzare gli accordi verticali per ricostituire barriere di natura privata fra gli Stati membri, là dove le barriere statali sono state abolite.

### Divieto di disavanzi pubblici eccessivi
Il TFUE stabilisce, all'articolo 126, il divieto per gli stati membri di disavanzi pubblici eccessivi. Come specificato dal regolamento 1467/97 dell'UE, il rapporto tra debito pubblico e PIL dev'essere inferiore al 60%, mentre quello fra deficit pubblico e PIL al 3%. Tali parametri quantitativi devono essere quindi rispettati da ciascuno stato membro nel quadro del diritto dell'UE.